# Писаревщина (Диканьский район)
Писаревщина (укр. Писарівщина) — село, Великобудищанский сельский совет, Диканьский район, Полтавская область, Украина.
Код КОАТУУ — 5321081704. Население по переписи 2001 года составляло 360 человек.

## Географическое положение
Село Писаревщина находится на правом берегу реки Ворскла, выше по течению на расстоянии в 2,5 км расположено село Кардашовка, ниже по течению на расстоянии в 1,5 км расположено село Чернечий Яр, на противоположном берегу — село Матвеевка (Котелевский район). К селу примыкает лесной массив (дуб).

## История
- C 1930-х годов до 1978 года в Писаревщине существовал ветеринарно-зоотехнический техникум. Учебный корпус и общежитие к началу Великой Отечественной войны 1941—1945 годов находились в зданиях бывшего монастыря. На месте храма разрушенного во время войны был построен клуб.

## Объекты социальной сферы
- Профессионально-техническое училище № 51.

## Достопримечательности
- Великобудищанский монастырь.
- Писаревщинский лесопарк (16 га).
- Общезоологический заказник «Фесенковы горбы» (70,2 га).

## Галерея

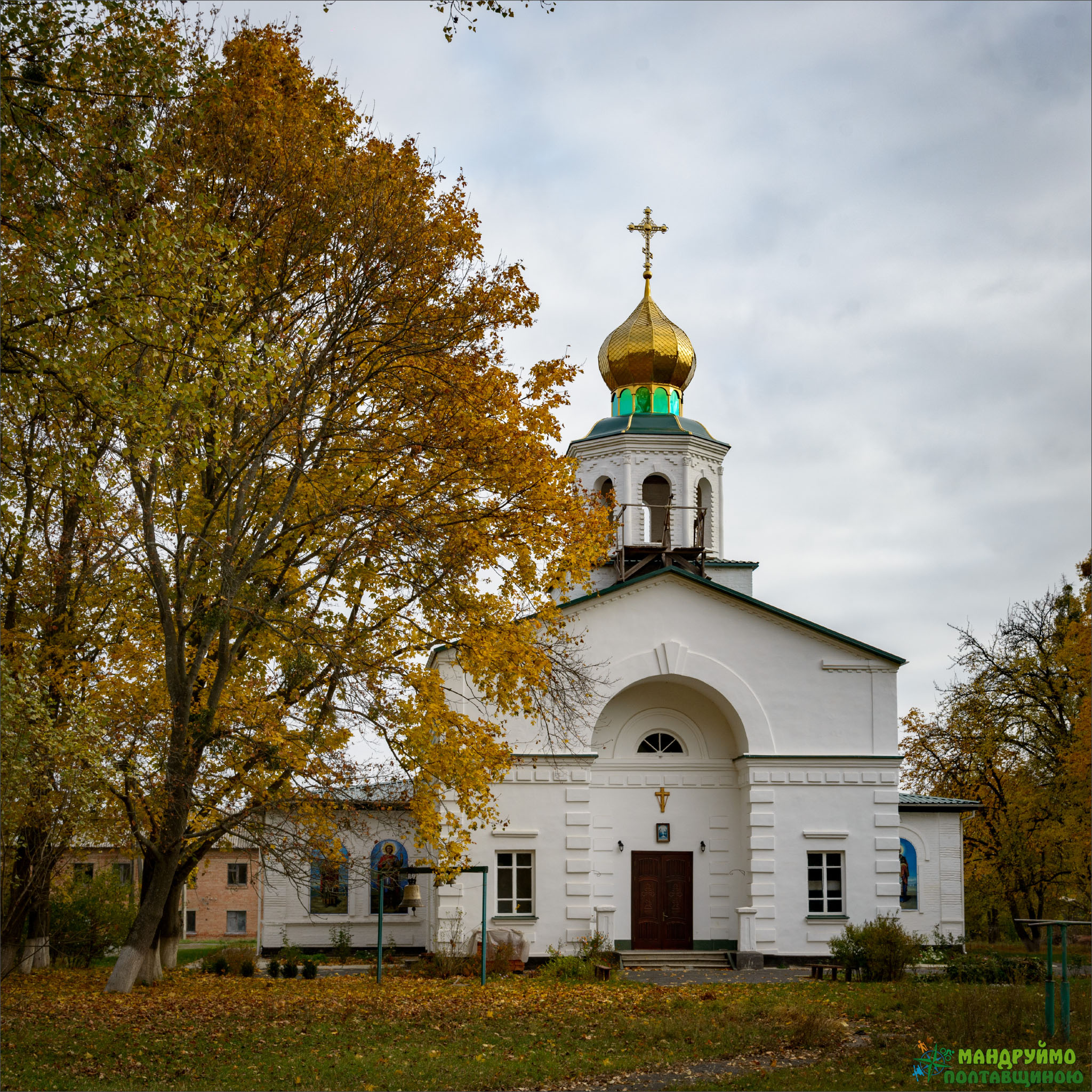
Центральный храм Великобудищанского монастыря
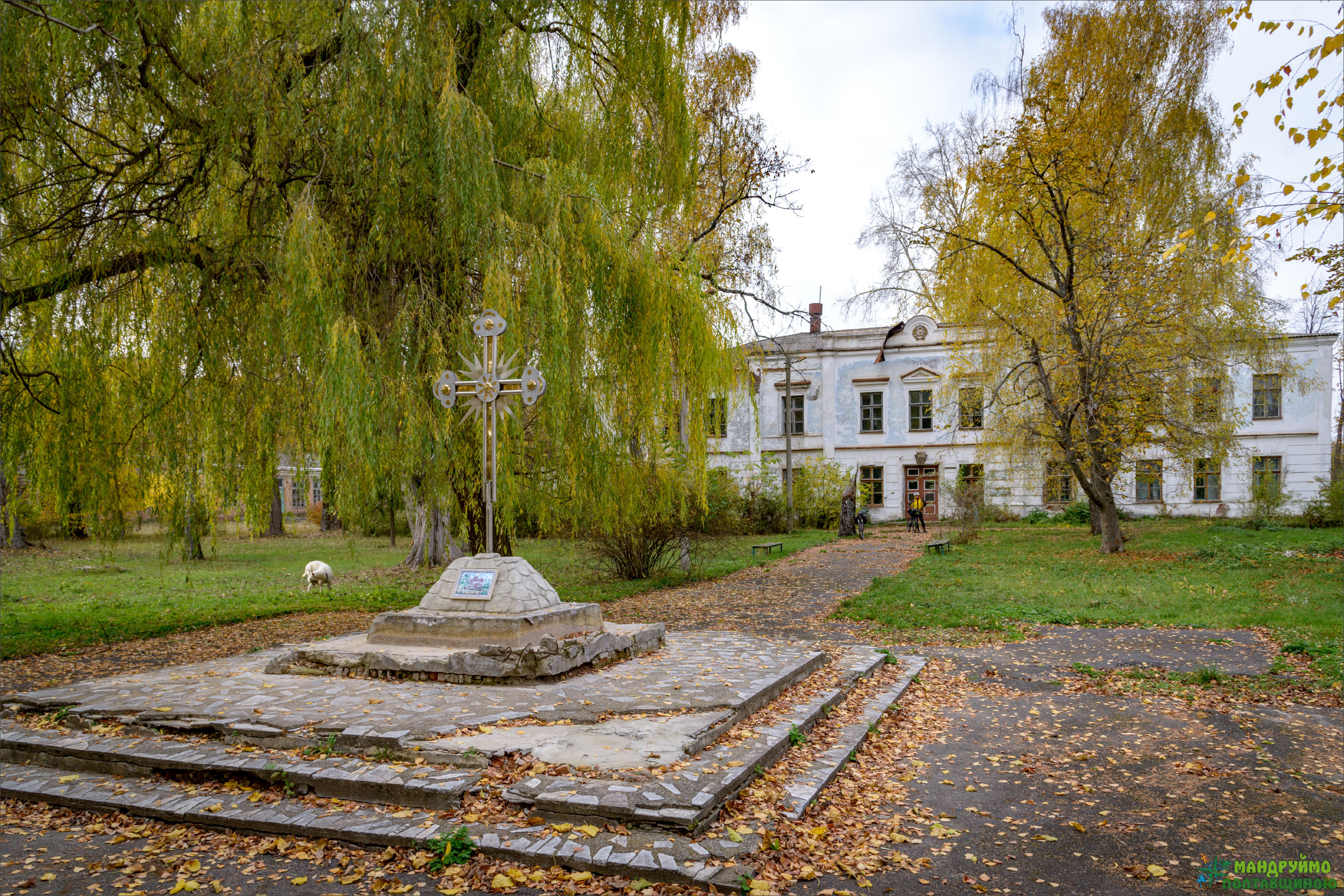
Бывший корпус ПТУ
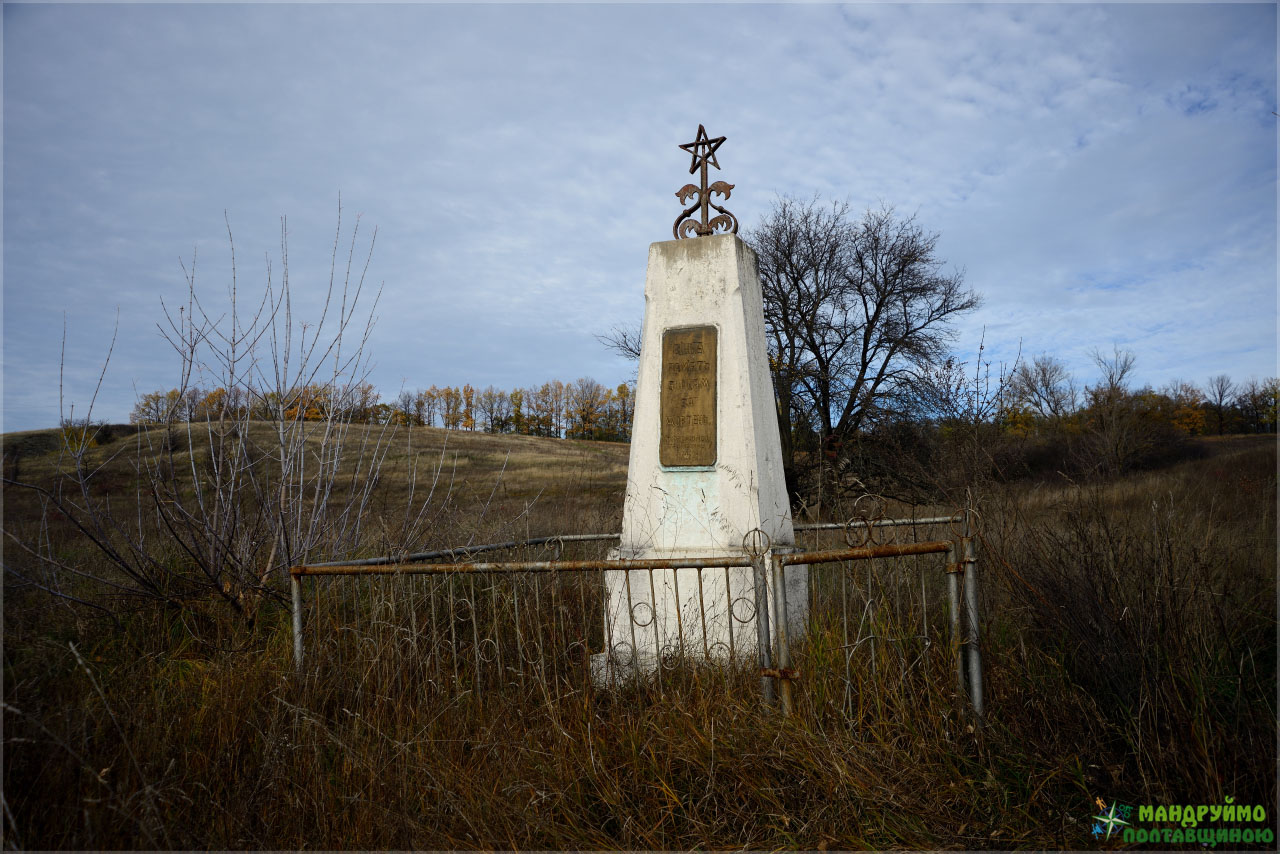
Братская могила воинов Гражданской войны